# Cautionnement
Pour les articles homonymes, voir Caution.
Le cautionnement ou la fidéjussion, contrat par principe consensuel, permet à une personne (la caution ou le fidéjusseur) de se porter garante du paiement de la dette d'une autre personne. C'est la plus courante et l'une des plus anciennes sûretés puisque le cautionnement était déjà pratiqué par les Romains.
Le cautionnement est une convention unilatérale par laquelle une personne physique ou morale, dite « caution », s'engage à payer la dette d'une autre personne, dite « débiteur principal », à son créancier dans l'hypothèse où le débiteur principal ne paierait pas lui même. Elle est considérée comme un engagement accessoire du contrat qui relie le débiteur principal à son créancier.
Attention : il ne faut pas confondre le cautionnement, qui est un acte, avec la caution, qui est une personne. De même, par abus de langage, on utilise parfois le mot "caution" pour désigner un dépôt de garantie, ce qui est très différent du cautionnement.

## Le cautionnement en droit romain
Le droit romain ne reconnaissait que ce genre de garantie (personnelle), soit le cautionnement. Cela s'explique parce que le droit romain était plus favorable aux garanties attachées aux personnes.

## Le cautionnement en droit allemand
Le droit allemand connait, en plus du cautionnement accessoire à la dette principale, un type particulier de cautionnement : le cautionnement à première demande. Cette garantie est intermédiaire entre le cautionnement proprement dit et la garantie autonome : le garant ne peut opposer d'exception inhérente à la dette, comme dans le cas de la garantie autonome, mais il peut, après paiement, exercer les mêmes recours contre le débiteur principal que dans le cas du cautionnement proprement dit.

## Le cautionnement en droit français
Le cautionnement est une technique bancaire répandue, tant pour les crédits aux particuliers que pour ceux aux professionnels ou aux entreprises. Au Moyen Âge, dans quelques coutumes, certains nobles, surtout les collatéraux, étaient tenus à donner caution. On les appelait également garde-noble.

### Fondements juridiques
En droit français, le cautionnement est régi principalement par les articles 2288 à 2320 du Code civil. Ces dispositions figuraient aux articles 2011 et suivants avant l'ordonnance du 23 mars 2006 qui a regroupé les dispositions relatives aux sûretés dans un livre IV.
Le code de la consommation présente également les dispositions relatives aux cautionnements consentis par des personnes physiques à l'égard de créanciers professionnels (articles L. 341-1 à L. 341-6 de ce code). Toutefois, l'ordonnance du 15 septembre 2021 a abrogé ces dispositions quant aux cautionnements conclus après le 1er janvier 2022 pour rassembler le droit du cautionnement dans le Code civil.
Le cautionnement est dit « solidaire » lorsque la caution renonce aux bénéfices de division et de discussion. Sinon, c'est un cautionnement simple.
Le cautionnement se décompose en une obligation de couverture et une obligation de paiement. On désigne comme une obligation de couverture le fait pour la caution d'être engagée par une dette née pendant la période de son engagement. On désigne comme obligation de paiement le fait pour la caution de devoir payer la dette couverte par l'obligation de couverture. L'arrivée à échéance du cautionnement met fin à l'obligation de couverture mais elle ne met pas fin à l'obligation de paiement.

### Formalisme
Avant le 1er janvier 2022, l'acte de cautionnement suppose un formalisme spécifique, tout spécialement dans la mention manuscrite qui matérialise l'engagement de la caution et devant être recopié strictement à partir de l'article L331-1 du Code de la consommation (abrogé). Ce formalisme est exigé seulement à titre de preuve en principe, ce qui veut dire que le cautionnement peut rester valable même sans respecter le formalisme. Par exception, s'agissant des cautionnements donnés par des personnes physiques à l'égard de créanciers professionnels, le formalisme conditionne la validité du cautionnement et le créancier ne pourra pas se prévaloir du cautionnement si le formalisme n'est pas respecté. Celui-ci fait l'objet d'un contrôle attentif des juges.
Depuis le 1er janvier 2022, le nouvel article 2297 du Code civil exige toujours la présence d'une mention principale. Toutefois elle n'est plus expressément indiquée et détaillée. La rédaction est plus souple, comme le tolérait déjà la jurisprudence à partir du moment où les variations ne rendaient pas confuse la mention. La mention doit indiquer le montant du cautionnement en chiffre et en lettre. Elle peut également comporter une renonciation au bénéfice de discussion (anciennement mention manuscrite de solidarité).
Par exemple, pour définir la durée, la cour de cassation a confirmé (janvier 2016) que le terme de « mensualité » ne pouvait fixer la durée d'un engagement de caution.

## Le cautionnement en droit québécois
Selon l'article 2333 du Code civil du Québec, « le cautionnement est le contrat par lequel une personne, la caution, s’oblige envers le créancier, gratuitement ou contre rémunération, à exécuter l’obligation du débiteur si celui-ci n’y satisfait pas. ».

## Devoir ou obligation de mise en garde
La caution ne peut être engagée au-delà de ses capacités. Le professionnel, notamment bancaire, qui demande une caution, doit délivrer une obligation de mise en garde, en cas de ressources ou de patrimoine insuffisants pour exercer correctement la caution.

### Divers
Le cautionnement à première demande n'est pas actuellement accepté en France[réf. nécessaire], mais il est possible de garantir de façon autonome un débiteur par le biais d'une garantie autonome. L'engagement d'une banque envers une société à la payer, à la première demande, ne constitue pas un cautionnement mais une garantie autonome (chambre commerciale, 20 décembre 1982). On parle alors de "garantie à première demande".

## Types de cautionnement
À l'exception des cautionnements de garantie de paiement mentionnés plus haut, iI existe plusieurs autres types de cautionnement, dont les cautionnements commerciaux ou divers et les cautionnements d'entrepreneur en construction. Les plus complexes sont ceux relatifs à la construction.
Principalement, il y a le cautionnement de soumission par laquelle la banque ou l'assureur spécialisé, s'engage à indemniser le bénéficiaire si le fournisseur qui répond à l'appel d'offres n'accepte pas de conclure le contrat pour lequel il a soumissionné et qui est conforme aux propositions faites dans sa soumission.
Il y a le cautionnement d'exécution, le cautionnement de gages & matériaux et services (aussi appelé "cautionnement de paiement de la main-d’œuvre et des matériaux"), et le cautionnement d'entretien ou de garantie. L'on trouve ce type de cautionnement principalement en Amérique. Les institutions financières et les banques se portent souvent garant de dettes ou d'obligations contractuelles de débiteurs. Cependant, au Canada et aux États-Unis d'Amérique, les institutions financières utiliseront davantage une « lettre de crédit irrévocable » d'une institution financière, qu'un cautionnement proprement dit.
Les assureurs spécialisés en cautionnement seront ainsi les principaux émetteurs de cautionnement de construction.
Dans le domaine de la construction, entre autres, il existe aussi d'autres types de cautionnement, dont le cautionnement de paiement de la main-d'œuvre et des matériaux
Dans le cas de petits projets, ou de projet de construction pour lequel un petit entrepreneur soumissionne, le cautionnement peut être remplacé par un « chèque certifié », pourvu que cette méthode soit acceptée par son client.
Le cautionnement n'est pas une police d'assurance couvrant l'entrepreneur, mais bien un engagement que prend un tiers (la caution) d'indemniser le client (bénéficiaire du cautionnement) si l'entrepreneur fait défaut à l'une ou l'autre des étapes du projet (soumission, exécution du contrat, paiement de la main-d'œuvre et des matériaux déjà fournis et le respect des garanties contractuelles).

### Cautionnement de soumission
Le cautionnement de soumission permet au bénéficiaire de s'assurer que le débiteur ayant obtenu la soumission la plus basse conclura un contrat avec lui. Si le débiteur ne peut s'acquitter de ses obligations en vertu du cautionnement de soumission, le cautionneur indemnisera le bénéficiaire du contrat pour la différence entre sa soumission et la deuxième soumission la moins élevée.
Un des buts du cautionnement est de garantir au bénéficiaire que les soumissions qui sont présentées par les débiteurs seront crédibles et de bonne foi. Pour pouvoir être cautionné, un débiteur devra présenter un dossier auprès d’une société de cautionnement. La société examinera l’historique du débiteur, les compétences et la valeur financière du débiteur.
Une fois accepté, la société de cautionnement permet un montant maximal sur lequel un débiteur peut soumissionner. Les soumissions doivent se faire dans des domaines d’expertise du débiteur.